# 板谷広隆
板谷 広隆（いたや ひろたか、天明6（1786年）誕生日不明 - 天保2年5月30日（1831年7月9日））は、日本の江戸時代後期に活躍した、江戸幕府の御用絵師。大和絵の一派・住吉派から別れた板谷派の3代目。号は桂舟。そのため板谷桂舟とも、板谷家は桂意と桂舟を交互に名乗ったため、初代や5代目と区別する意味を込めて板谷桂舟広隆とも呼ばれる。

## 略伝
板谷広長の子として生まれる。弟に表絵師筆頭駿河台狩野家・狩野愛信に養子入りした狩野洞益春信がいる。文化6年（1809年）部屋住の身分ながら初お目見え。文化11年（1814年）に父広長が亡くなると奥御用勤務につき5人扶持を付与される。翌年には西の丸奥御用や日光山縁起（東照宮縁起）作成を仰せつかる（輪王寺蔵）。文政11年（1828年）祖父・板谷広当依頼の精勤が評価され、法眼に叙せられる。板谷家6代のうち、僧綱位を得たのは広隆のみである。天保2年に46歳で死去。戒名は至到岸院法眼乗誉桂舟居士。跡は長男の板谷広寿が継いだが、数え21歳早世したため次男の板谷弘延が継いだ。他の門人に桂眠隆寿（河野捨五郎）など。

## 作品
| 作品名                | 技法     | 形状・員数    | 寸法（縦x横cm） | 所有者         | 年代              | 落款           | 印章                 | 備考                                                    |
| --------------------- | -------- | ------------- | --------------- | -------------- | ----------------- | -------------- | -------------------- | ------------------------------------------------------- |
| 源氏物語 乙女         | 絹本著色 | 双幅のうち1幅 | 94.8x31.8       | 東京国立博物館 |                   | 桂舟住吉広隆画 | 「広隆之印」朱文方印 | 血縁上従兄弟に当たる住吉廣尚筆「源氏物語 紅葉賀」と双幅 |
| 源氏物語図 初音・胡蝶 | 絹本著色 | 双幅          | 99.0x45.4（各） | 東京国立博物館 |                   | 桂舟住吉広隆筆 | 「広隆之印」朱文方印 |                                                         |
| 子の日図              | 絹本著色 | 1幅           | 107.0x40.8      | 徳川美術館     | 1819年（文政2年） | 桂舟広隆筆     | 「広隆之印」朱文方印 |                                                         |
| 勿来関図              | 絹本著色 | 1幅           | 101.2x36.9      | 個人           |                   | 桂舟広隆筆     | 「振鷺斎」白文方印   |                                                         |
| 小栗判官鬼鹿毛図      | 紙本著色 | 1幅           | 102.5x37.1      | 個人           |                   | 桂舟広隆画     | 「広隆之印」朱文方印 |                                                         |
| 梅花鴛鴦図            | 絹本著色 | 1幅           | 97.3x38         | ボストン美術館 |                   | 桂舟広隆筆     |                      |                                                         |
| 雑画巻                | 紙本墨画 | 1巻           | 29.6x830.8      | ボストン美術館 |                   |                |                      |                                                         |